# Mesosaurusfunde in der Region ǁKharas

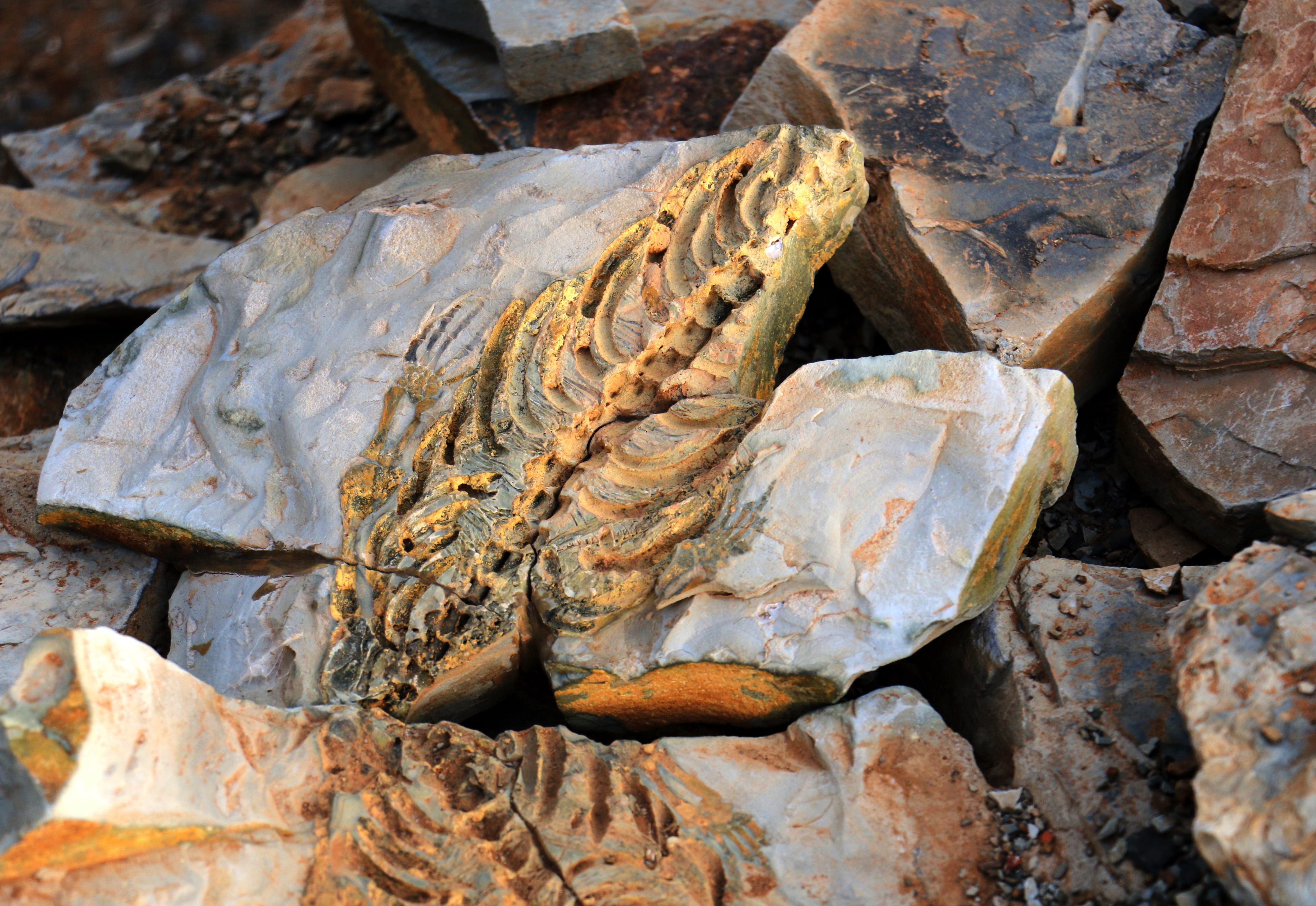
Skelettabdrücke in weißlich verwitternden Tonsteinen der Whitehill-Formation in der Fossillokalität Spitzkoppe-Ost bei Keetmanshoop, Namibia

In der Region ǁKharasKlicklaut im Süden Namibias wurden zahlreiche Fossillinienfinde, insbesondere Mesosaurus dokumentiert, darunter:
- Farm Spitzkoppe-Ost, Nr. 159
- Farm Klein Spitzkop, Nr. 153

## Spitzkoppe-Ost

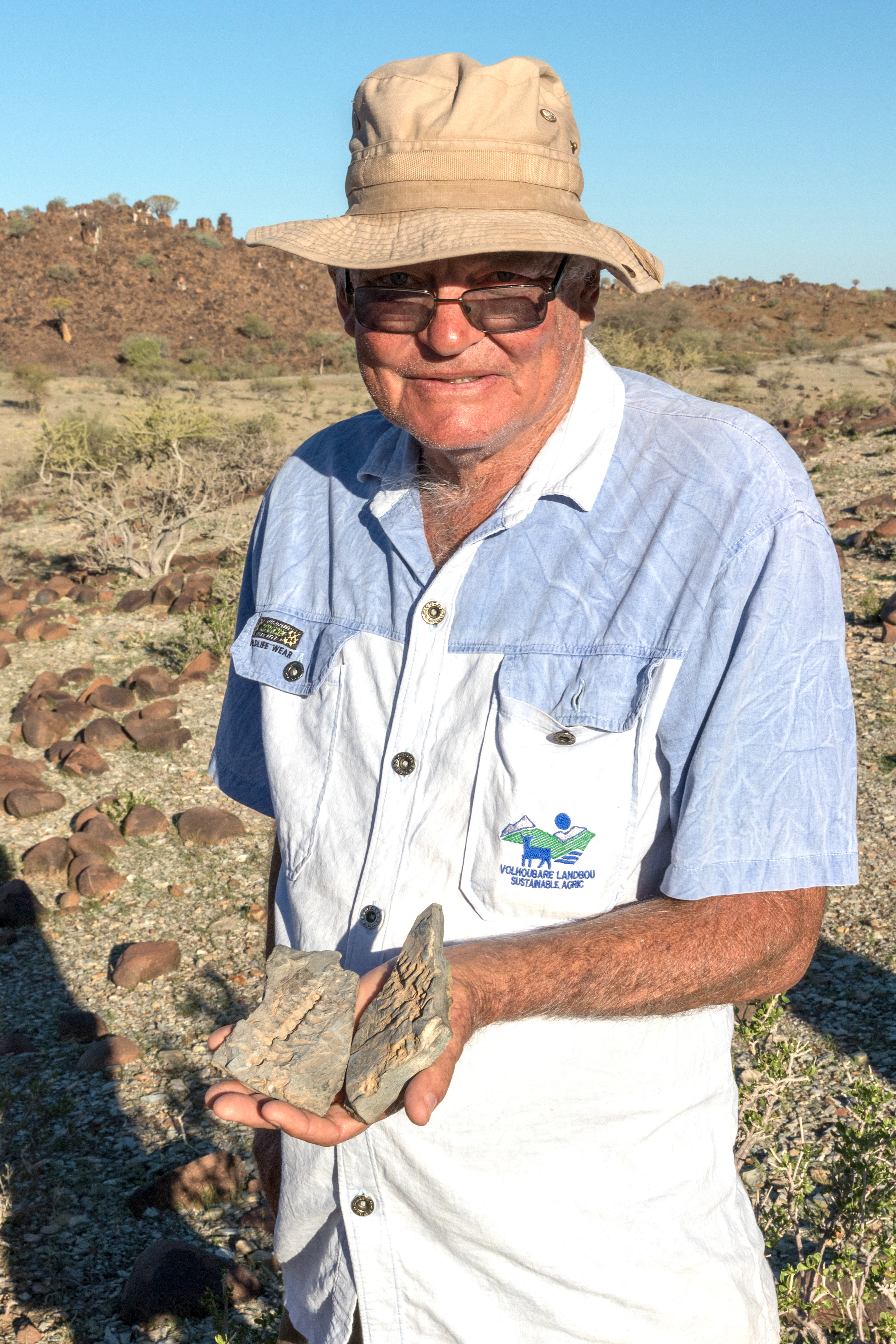
Giel Steenkamp, der Entdecker der Mesosaurusfossilien

Die Farm Spitzkoppe-Ost ist gekennzeichnet durch das Vorkommen zahlreicher Fossilien des permischen Wasserreptils Mesosaurus. Die Fundstätte wurde im Jahre 1988 vom Farmbesitzer Giel Steenkamp und seinem damals zehnjährigen Sohn Hendrik bei der Instandsetzung einer Farmstraße entdeckt.

### Geologie
Die Lokalität liegt am Südrand des Aranos-Beckens, dem westlichen Teilbecken des Kalahari-Karoo-Beckens, im Ausbiss der Whitehill-Formation der Ecca-Gruppe der Karoo-Supergruppe.vgl.  Die auch „White Band“ genannte Formation besteht aus weißlich verwitterndem, plattigen Schwarztonstein und ist neben der faziell sehr ähnlichen Irati-Formation des Paraná-Beckens in Brasilien die einzige in kontinentalem Maßstab verbreitete Mesosaurier-führende Schichtenfolge. Beide Formationen sind radiometrisch auf ein frühpermisches Alter (ca. 280 Millionen Jahre) datiert worden. Die Mesosaurus-Skelette sind in dem Tonstein typischerweise als Abdrücke erhalten. Neben Klein Spitzkop liegen im Ausbiss der Whitehill-Formation in der Umgebung von Keetmanshoop weitere Mesosaurus-Fundstellen, unter anderem die Lokalität Kabus, aus der Ernst Stromer 1914 die ersten Funde von Mesosaurus aus Namibia vermeldete.
Das Vorkommen von Mesosauriern sowohl in Brasilien als auch im südlichen Afrika diente Alfred Wegener 1915 als Beleg für seine Kontinentalverschiebungstheorie.

### Tourismus

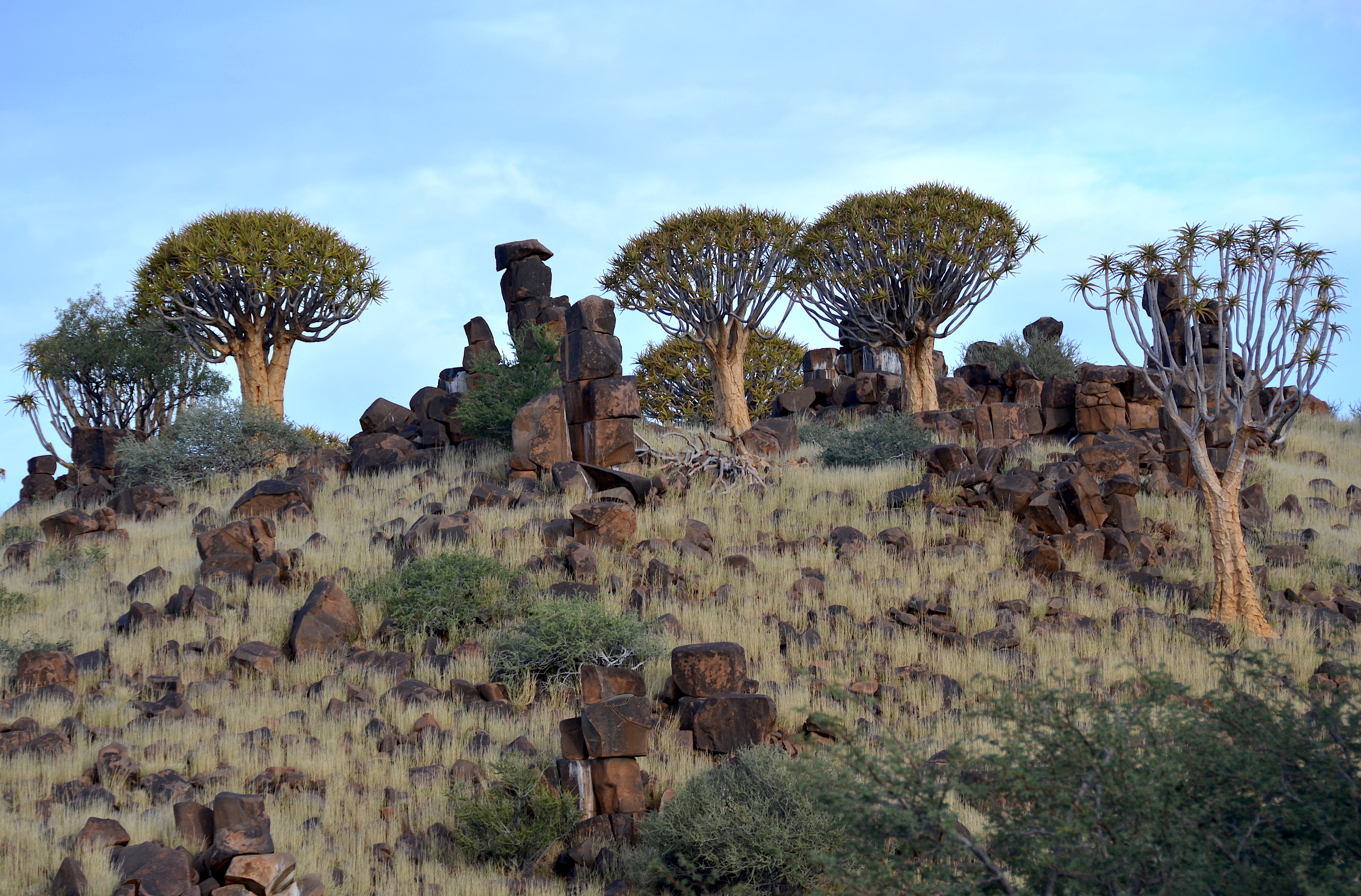
„Spielplatz der Riesen“

Die Fossilfundstätte sowie landschaftliche und historische Besonderheiten der Region werden unter den Bezeichnungen Mesosaurus Fossil Site oder Mesosaurus Fossil Bush Camp geotouristisch vermarktet. Am Ort der Fundstätte befinden sich unter anderem Gräber von Mitgliedern der Schutztruppe für Deutsch-Südwestafrika, Ruinen einer Polizeistation aus der Zeit Südwestafrikas, ein Köcherbaumwald und ein „Spielplatz der Riesen“. Mit Letzterem sind kubische Dolerit-Formationen gemeint. Der Farmbesitzer bietet täglich Führungen sowie Übernachtungsmöglichkeiten an. Das Camp liegt rund 40 km nordöstlich von Keetmanshoop an der Straße nach Koës.